# دخمه‌های شریف‌آباد
دخمه‌های شریف‌آباد مربوط به دوره پهلوی است و در شهرستان اردکان، روستای دیلم، محله شریف‌آباد واقع شده و این اثر در تاریخ ۷ مرداد ۱۳۸۲ با شمارهٔ ثبت ۹۲۸۴ به‌عنوان یکی از آثار ملی ایران به ثبت رسیده است.